# Gerbera

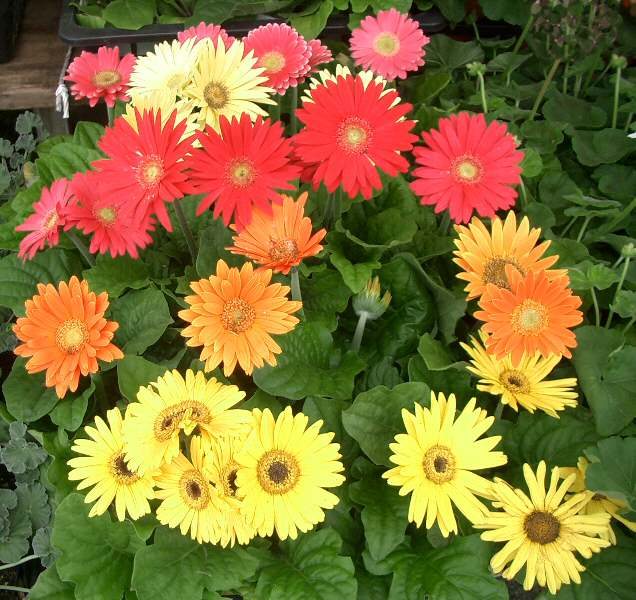
Wielokolorowe odmiany

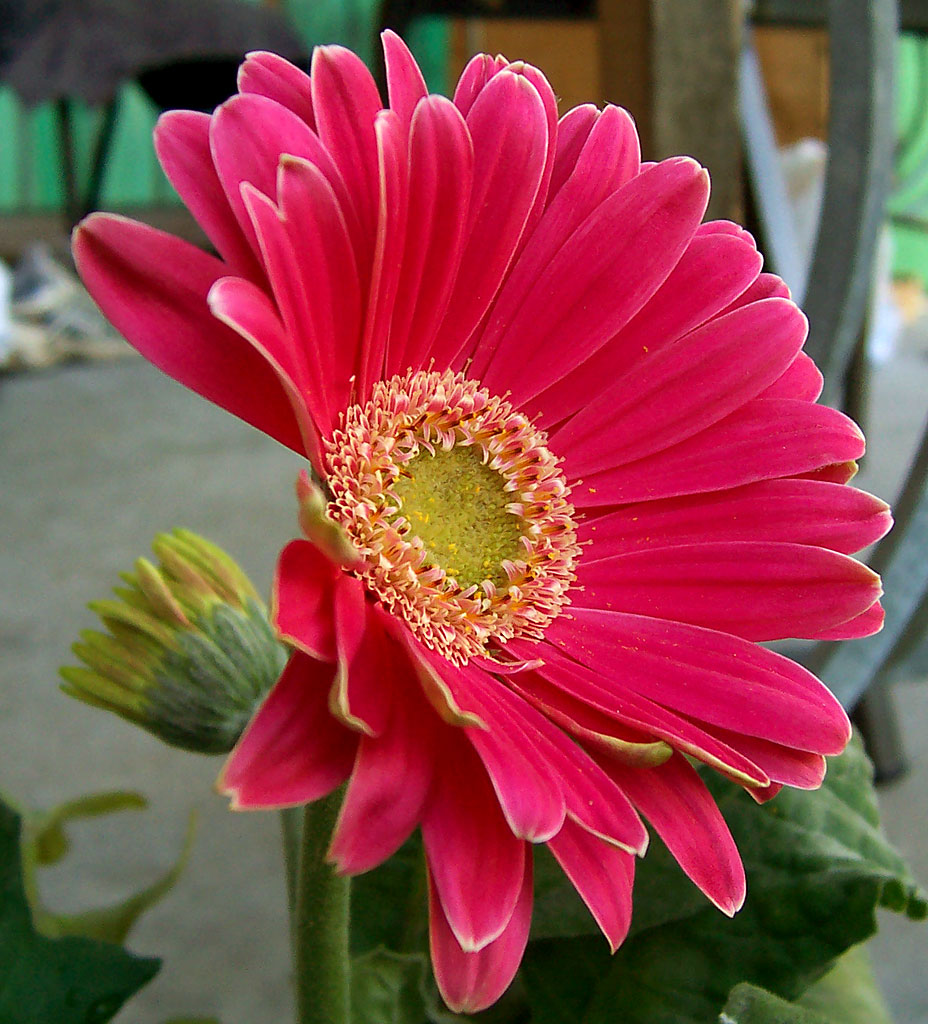
Jedna z odmian

Gerbera (Gerbera L.) – rodzaj bylin należący do rodziny astrowatych. Liczy około 22–29 gatunków. Rośliny te występują w stanie dzikim w południowo-wschodniej Afryce i na Madagaskarze oraz w tropikalnych rejonach Azji i na Tasmanii. Nazwę roślinie, dla upamiętnienia niemieckiego botanika Traugotta Gerbera, nadał w 1735 roku Jan Frederik Gronovius. 

## Morfologia
Łodyga bezlistna (głąbik), dość gruba, o wysokości do 45 cm. Liście skupione w różyczce liściowej. Od spodu są owłosione, ogonkowe, równowąskie lub pierzastoklapowane. Kwiaty zebrane w koszyczki złożone z kwiatów rurkowatych i długich, wąskich kwiatów języczkowatych. Otwierają się w godzinach rannych, a zamykają pod wieczór.

## Systematyka
Synonim
Cleistanthium Kuntze, Piloselloides (Less.) C. Jeffrey
Homonimy
Gerbera Boehmer = Arnica L.
Pozycja systematyczna według APweb (aktualizowany system APG III z 2009)
Angiosperm Phylogeny Website adaptuje podział na podrodziny astrowatych (Asteraceae) opracowany przez Panero i Funk w 2002, z późniejszymi uzupełnieniami. Zgodnie z tym ujęciem rodzaj Gerbera należy do podrodziny Mutisioideae (Juss.) Chev. W systemie APG III astrowate są jedną z kilkunastu rodzin rzędu astrowców (Asterales), wchodzącego w skład kladu astrowych w obrębie dwuliściennych właściwych.
Pozycja w systemie Reveala (1993-1999)
Gromada okrytonasienne (Magnoliophyta Cronquist), podgromada Magnoliophytina Frohne & U. Jensen ex Reveal, klasa Rosopsida Batsch, podklasa astrowe (Asteridae Takht.), nadrząd astropodobne (Asteranae Takht.), rząd astrowce (Asterales Lindl), rodzina astrowate (Asteraceae Dumort.), plemię Gerbereae Lindl. in Loud., podplemię Gerberinae Benth. & Hook.f., rodzaj gerbera (Gerbera L.)
Wykaz gatunków
- Gerbera ambigua Sch.Bip.
- Gerbera aurantiaca Sch.Bip.
- Gerbera bojeri Sch.Bip.
- Gerbera crocea Kuntze
- Gerbera diversifolia Humbert
- Gerbera elliptica Humbert
- Gerbera emirnensis Baker
- Gerbera galpinii Klatt
- Gerbera grandis J.C.Manning & Simka
- Gerbera hypochaeridoides Baker
- Gerbera jamesonii Bolus – gerbera Jamesona
- Gerbera leandrii Humbert
- Gerbera linnaei Cass.
- Gerbera ovata J.C.Manning & Simka
- Gerbera parva N.E.Br.
- Gerbera perrieri Humbert
- Gerbera petasitifolia Humbert
- Gerbera serrata Druce
- Gerbera sylvicola Johnson, N.R.Crouch & T.J.Edwards
- Gerbera tomentosa DC.
- Gerbera viridifolia (DC.) Sch.Bip.
- Gerbera wrightii Harv.

## Zastosowanie
Roślina uprawna: w ogrodnictwie ma znaczenie gatunek pochodzący z południowej Afryki, tzw. gerbera Jamesona. W krajach o ciepłym klimacie jest uprawiany w ogrodach skalnych. W Polsce nie przetrzymuje zimy, uprawia się go wyłącznie w szklarniach, głównie na kwiat cięty.